# Tayikistán en los Juegos Paralímpicos de Londres 2012
Tayikistán estuvo representado en los Juegos Paralímpicos de Londres 2012 por un deportista masculino. El equipo paralímpico tayiko no obtuvo ninguna medalla en estos Juegos.